# ABC EP
Az ABC EP Bankos magyar MC a Kriminal Music által 2008-ban kiadott harmadik szóló stúdióalbuma.

## Az album dalai
1. Ábécé (Originál) [halott link]
2. Ábécé (B-verzió)
3. Ábécé (EF EL mix)
4. Megint (Rém-mix) [halott link]
5. Fárasztó (Remix) (közreműködik: Akkezdet Phiai) [halott link]
6. Te vagy (Kool mix)
7. Mi (Kasko mix)
8. BRFK (km. NKS)

Bónusz videóklip: ABC - Official Video. YouTube

## Közreműködők
Akkezdet Phiai, Dj Kool Kasko, Dj Shuriken, Faktor Labor, NKS, No One, Rendben Man

## Külső hivatkozások
- Bankos